# Trifluoruro di boro
Il trifluoruro di boro (noto come trifluoro-borano nella vecchia nomenclatura) è il composto chimico di formula {\displaystyle {\ce {BF3}}}. È un gas incolore e tossico, di odore pungente, che forma fumi bianchi in aria umida. È un acido di Lewis e un reagente versatile per la preparazione di altri composti di boro.

## Struttura e legami
I trialogenuri di boro sono composti molecolari monomerici, a differenza dei trialogenuri di alluminio. Miscele di alogenuri diversi scambiano molto rapidamente gli alogeni: 
{\displaystyle {\ce {BF3 + BCl3 <=> BF2Cl + BCl2F}}}
La reazione procede presumibilmente attraverso la formazione di dimeri instabili. A causa di questa reazione, i composti con alogeni misti non si possono ottenere in forma pura.
La geometria della molecola {\displaystyle {\ce {BF_3}}} è trigonale planare. La simmetria {\displaystyle {\ce {D_{3h}}}} è in accordo con le previsioni della teoria VSEPR. Benché contenga tre legami covalenti polari, la molecola ha momento dipolare nullo in virtù dell'alta simmetria. {\displaystyle {\ce {BF3}}} è una tipica molecola elettron-deficiente, come avvalorato dal fatto che reagisce facilmente con basi di Lewis.
Nei trialogeno composti {\displaystyle {\ce {BX3}}} la distanza di legame tra boro e alogeno è più piccola di quella che ci si aspetterebbe per un legame singolo; questo è stato interpretato con la presenza di un apprezzabile contributo π al legame. Come mostrato nella figura, è facile invocare una sovrapposizione tra un orbitale {\displaystyle p} dell'atomo di boro centrale con una combinazione dei tre orbitali {\displaystyle p} con la stessa orientazione presenti sugli atomi di fluoro.

## Sintesi
{\displaystyle {\ce {BF3}}} è preparato industrialmente trattando a caldo ossido di boro o borati con fluorite e con acido solforico concentrato:
{\displaystyle {\ce {B2O3 + 3 CaF2 + 3 H2SO4 -> 2 BF3 + 3 CaSO4 + 3 H2O}}}
In laboratorio si può produrre {\displaystyle {\ce {BF3}}} per decomposizione termica del tetrafluoroborato di diazonio (reazione di Schiemann):
{\displaystyle {\ce {PhN2BF4 -> PhF + BF3 + N2}}}

## Acidità di Lewis e reazioni collegate
Il trifluoruro di boro è un acido di Lewis molto versatile e forma addotti con basi di Lewis come fluoruri ed eteri:
{\displaystyle {\ce {CsF + BF3 -> CsBF4}}}
{\displaystyle {\ce {O(C2H5)2 + BF3 -> BF3O(C2H5)2}}}
L'anione tetrafluoroborato ({\displaystyle {\ce {BF4^-}}}) è comunemente impiegato come anione non coordinante. L'addotto con l'etere etilico è un liquido comodo da maneggiare e di conseguenza è largamente utilizzato in laboratorio come fonte di {\displaystyle {\ce {BF3}}}.

### Confronti di acidità di Lewis
Tutti e tre i trialogenuri di boro, {\displaystyle {\ce {BX_3}}} ({\displaystyle {\ce {X = F, Cl, Br}}}) formano addotti stabili con semplici basi di Lewis. La loro acidità relativa può essere stimata confrontando l'esotermicità delle reazioni di formazione degli addotti. Da queste misure si è ricavato il seguente ordine di acidità di Lewis:
{\displaystyle {\ce {BF3 < BCl3 < BBr3}}} (acido di Lewis più forte)
Questo andamento è comunemente attribuito alla quantità di contributo π al legame che va perso nel passare dalla forma planare della molecola {\displaystyle {\ce {BX3}}} alla forma tetraedrica nell'addotto formato, quantità che varia nell'ordine:
{\displaystyle {\ce {BF3 > BCl3 > BBr3}}} (diventa più facilmente tetraedrico)
I criteri per valutare le forze relative del legame π non sono però del tutto chiari.
Una possibile interpretazione considera che, essendo l'atomo di fluoro più piccolo di quello di bromo, la coppia elettronica dell'orbitale {\displaystyle p_{z}} del fluoro può dare maggiore sovrapposizione con l'orbitale {\displaystyle p_{z}} vuoto del boro. Di conseguenza, in  {\displaystyle {\ce {BF3}}} il contributo {\displaystyle \pi } al legame è maggiore rispetto a {\displaystyle {\ce {BBr3}}}.
In un'altra interpretazione, la minor acidità di Lewis di  {\displaystyle {\ce {BF3}}} è attribuita alla relativa debolezza del legame che si forma nell'addotto {\displaystyle {\ce {F3B-L}}}.

### Idrolisi
Il trifluoruro di boro reagisce con l'acqua in modo incompleto, formando tetrafluoroborati e acido borico.
{\displaystyle {\ce {4 BF3 + 3 H2O -> 3 H+ + 3 BF4- + B(OH)3}}}
Gli altri alogenuri sono invece completamente idrolizzati in acqua, senza formare lo ione tetraedrico {\displaystyle {\ce {BX4^-}}}. Ad esempio:
{\displaystyle {\ce {BCl3 + 3 H2O -> 3 HCl + B(OH)3}}}

## Precauzioni per l'impiego
Il trifluoruro di boro è corrosivo. I contenitori per il trifluoruro di boro devono essere fatti di metalli adatti come acciaio inossidabile, monel e hastelloy. In presenza di umidità corrode l'acciaio, anche inossidabile. Reagisce con le poliammidi, mentre politetrafluoroetilene, policlorotrifluoroetilene, polivinildenfluoruro e polipropilene resistono in modo soddisfacente. Il grasso usato per lubrificare le apparecchiature deve essere a base di fluorocarburi, dato che {\displaystyle {\ce {BF3}}} reagisce con i grassi a base idrocarburica.

## Usi
Nella maggior parte dei casi {\displaystyle {\ce {BF3}}} è utilizzato come acido di Lewis. Gli usi principali sono:
- reazioni di acilazione e alchilazione di Friedel-Crafts. Queste reazioni non sono propriamente catalitiche, dato che {\displaystyle {\ce {BF3}}} viene consumato. Ad esempio:

{\displaystyle {\ce {PhH + RX + BF3 -> Ph-R + H+ + BF3X-}}}
- reazioni di polimerizzazione di composti insaturi come gli alcheni
- reazioni di isomerizzazione di idrocarburi saturi e insaturi
- cracking degli idrocarburi nell'industria petrolifera
- reazioni di esterificazione e condensazione
- sintesi di altri composti di boro come borani e borati
- sintesi di additivi per lubrificanti
- drogaggio di tipo P nella fabbricazione di semiconduttori
- rilevazione di neutroni termici usato come gas del contatore proporzionale sfruttando l'alta sezione d'urto di assorbimento del boro con i neutroni a bassa energia.